# 武俠派女高校生
武俠派女高校生（日语： Shoukan Kyoushi Riaru Bauto Hai Sukūru）是日本輕小說系列，由雜賀禮史撰寫，由井上空插圖。它於1997年至2010年在《Dragon》雜誌上進行了連載。由同一位作者改編的漫畫改編自1998年至2001年的《每月漫畫龍》。GONZO於2001年製作了一部13集動畫片的電視連續劇。台灣曾由緯來日本台播出。